# Alex Cross
Alex Cross – amerykański thriller z 2012 roku w reżyserii Roba Cohena. Wyprodukowany przez Summit Entertainment.
Światowa premiera filmu miała miejsce 19 października 2012 roku, natomiast w Polsce odbyła się 9 listopada 2012 roku.

## Opis fabuły
Współczesne Detroit. Od niedawna pracujący w FBI detektyw i psycholog Alex Cross (Tyler Perry) zostaje w środku nocy wezwany na miejsce zbrodni. Ofiarą jest młoda kobieta, którą oprawca zamęczył na śmierć. Cross z partnerem, agentem Tommym Kane'em, zaczynają śledztwo. Poszlaki wskazują na to, że morderstwa dokonał seryjny zabójca, Picasso - świetnie wyszkolony i bardzo sprawny były żołnierz oddziałów specjalnych, który chce dotrzeć do pewnego potężnego biznesmena i go zamordować. Psychopata wierzy, że torturując i zabijając ludzi, daje im wolność. Kontaktuje się z Crossem i wkrótce okazuje się, że zagrożone jest życie nie tylko detektywa, ale i jego żony, Marii. Niebezpieczna rozgrywka z mordercą wciąga Alexa coraz bardziej. Pod jego wpływem Cross zaczyna zmieniać swoje dotychczasowe metody działania. Tommy Kane, któremu detektyw w przeszłości uratował życie, boi się o przyjaciela...

## Obsada
- Tyler Perry jako doktor Alex Cross
- Matthew Fox jako Picasso
- Edward Burns jako Tommy Kane
- Rachel Nichols jako Monica Ashe
- Cicely Tyson jako Nana Mama
- Carmen Ejogo jako Maria Cross
- Giancarlo Esposito jako Daramus Holiday
- John C. McGinley jako Richard Brookwell
- Jean Reno jako Leon Mercier